# Bill Holland
Willard Saulsbury Holland, detto Bill (Filadelfia, 18 dicembre 1907 – Tucson, 19 maggio 1984), è stato un pilota automobilistico statunitense.

## Carriera
Vincitore della 500 Miglia di Indianapolis nel 1949 su una vettura Deidt con motore Offenhauser, conquistò sul celebre catino dell'Indiana anche il secondo posto nelle edizioni 1947, 1948 e 1950.
Tra il 1950 e il 1960 la 500 Miglia faceva parte del Campionato mondiale di Formula 1, per questo motivo Holland ha all'attivo anche 2 Gran Premi in F1, con un secondo posto nel 1950.

## Risultati in Formula 1
| 1950 | Scuderia   | Vettura |  |  |   |  |  |  |  |  |  | Punti | Pos. |
| ---- | ---------- | ------- |  |  | - |  |  |  |  |  |  | ----- | ---- |
| 1950 | Blue Crown | Deidt   |  |  | 2 |  |  |  |  |  |  | 6     | 7º   |

| 1953 | Scuderia     | Vettura      |  |    |  |  |  |  |  |  |  | Punti | Pos. |
| ---- | ------------ | ------------ |  | -- |  |  |  |  |  |  |  | ----- | ---- |
| 1953 | Ray Crawford | Kurtis Kraft |  | 15 |  |  |  |  |  |  |  | 0     |      |

| 1954 | Scuderia         | Vettura      |  |    |  |  |  |  |  |  |  | Punti | Pos. |
| ---- | ---------------- | ------------ |  | -- |  |  |  |  |  |  |  | ----- | ---- |
| 1954 | Bardahl/Ed Walsh | Kurtis Kraft |  | NQ |  |  |  |  |  |  |  | 0     |      |

| Legenda | 1º posto     | 2º posto | 3º posto    | A punti         | Senza punti/Non class.  | Grassetto – Pole position Corsivo – Giro più veloce |
| Legenda | Squalificato | Ritirato | Non partito | Non qualificato | Solo prove/Terzo pilota | Grassetto – Pole position Corsivo – Giro più veloce |